# Erdélyi Miklós (karmester)
Erdélyi Miklós (Budapest, 1928. február 9. – Budapest, 1993. szeptember 1.) Kossuth- és Liszt Ferenc-díjas magyar karmester, érdemes és kiváló művész.

## Élete
Főiskolai tanulmányait 1946-1951 között végezte a budapesti Liszt Ferenc Zeneművészeti Főiskolán (a Zeneakadémián). Tanárai voltak többek között Ferencsik János (karmesterképzés), Kókai Rezső (zeneszerzés) és Zalánfy Aladár (orgona). Pályafutását fiatal karmesterként a budapesti Vígoperában kezdte. 1950–51-ig a Magyar Rádió énekkarának helyettes vezetőjeként működött. 1949–51 között a budapesti Harmónia Hangversenyzenekar karmestere volt.
1951-ben az Operaház korrepetitorává, majd 1957-ben karmesterévé nevezték ki. Hamarosan ő lett az Operaház egyik legtöbbet foglalkoztatott dirigense. Legkiemelkedőbb sikereit Mozart operáinak vezénylésével érte el, de számos jelentős zenemű felújításának és bemutatójának is irányítója volt. A kortárs művek sorában az ő nevéhez fűződik Mihály András: Együtt és egyedül (1967) és Ránki György: Az ember tragédiája (1969) c. operájának ősbemutatója. Ő irányította Monteverdi: Poppea megkoronázása c. operájának magyarországi bemutatóját (1968).
A Római Rádió 1969-ben Erdélyi Miklós vezényletével rögzítette Prokofjev Háború és béke c. zeneművét. 1979-1982 között a Holland Rádió Szimfonikus Zenekarának állandó vendégkarmestere volt. 1986-tól a tokiói Jomiuri Nippon Szimfonikus Zenekar állandó vendégkarmestereként is működött.
Erdélyi Miklós előadásmódját aprólékos zenei kidolgozottság és líraiság jellemezte. Szakmai felkészültsége, muzikalitása, zenetörténeti és irodalmi tájékozottsága, zenei stílusismerete a legkiválóbb, legsokoldalúbb magyar karmesterek közé emelte. Munkásságát 1960-ban Liszt Ferenc-díjjal, 1975-ben Kossuth-díjjal ismerték el. 1967-ben megkapta az érdemes művész, 1985-ben a kiváló művész címet is.

## Művei
- Franz Schubert (1963, 1979).